# Список областей застосування статистики
Статистика — це математична наука, яка включає збирання, аналізування та інтерпретування даних. Існує низка спеціальностей, що застосовують статистику та її методи до різних дисциплін. Окремі теми мають «статистичність» у своїх назвах, але стосуються маніпулювань розподілами ймовірності, а не статистичного аналізу.
- Актуарна математика — дисципліна, яка застосовує математичні та статистичні методи для оцінювання ризику в страховій та фінансовій галузях.
- Астрономічна статистика[en] — дисципліна, яка застосовує статистичний аналіз для розуміння астрономічних даних.
- Біологічна статистика — галузь біології, яка досліджує біологічні явища та спостереження засобами статистичного аналізу, і включає медичну статистику.
- Геостатистика — галузь географії, яка має справу з аналізом даних таких дисциплін, як геологія нафти і газу, гідрогеологія, гідрологія, метеорологія, океанографія, геохімія, географія.
- Демографія — статистичне дослідження всіх видів популяцій, особливо людського населення. Вона може бути дуже загальною наукою, яку можливо застосовувати до будь-якого виду динамічних популяцій, тобто таких, що змінюються з часом.
- Демекологія — підгалузь екології, яка має справу з динамікою популяцій видів, та з тим, як ці популяції взаємодіють із середовищем.
- Ділова аналітика[en] — бізнес-процес, що швидко розвивається, який застосовує статистичні методи до наборів даних (часто дуже великих), щоби розвивати нові усвідомлення та розуміння ділової продуктивності та можливостей.
- Дослідження операцій — міждисциплінарна галузь прикладної математики та формальних наук, яка використовує такі методи, як математичне моделювання, статистика та алгоритми, щоби досягати оптимальних або майже оптимальних розв'язків складних задач.
- Екологічна статистика[en] — це застосування статистичних методів до довкіллєзнавства, включно з погодою, кліматом, якістю повітря та води, як і з дослідженнями рослинних та тваринних популяцій.
- Економетрія — галузь економіки, яка застосовує статистичні методи до емпіричного вивчення економічних теорій та взаємозв'язків.
- Епідеміологія — вивчення чинників, що впливають на здоров'я та захворюваність популяцій, та слугують основою та логікою втручань, здійснюваних в інтересах громадського здоров'я та профілактичної медицини.
- Кількісна психологія[en] — наука статистичного пояснювання та змінювання психічних процесів та поведінки людини.
- Контроль якості перевіряє чинники, причетні до виробництва; може використовувати статистичне відбирання екземплярів продукції для допомоги в ухвалюванні рішень в керуванні виробничими процесами та в прийманні постач.
- Машинне навчання — підгалузь інформатики, яка формулює алгоритми для здійснення передбачувань з даних.
- Правова статистика
- Психометрія — теорія та методика освітнього та психологічного вимірювання знань, здібностей, поглядів та особистих рис.
- Статистична механіка — застосування теорії ймовірностей, яка включає математичні інструменти для поводження з великими сукупностями, до галузі механіки, яка опікується рухом частинок або об'єктів під дією сили.
- Статистична обробка сигналів використовує статистичні властивості сигналів для виконання задач обробки сигналів.
- Статистична термодинаміка — дослідження мікроскопічної поведінки термодинамічних систем із застосуванням теорії ймовірностей, яка забезпечує інтерпретацію на молекулярному рівні таких термодинамічних величин, як робота, теплота, вільна енергія[en] та ентропія.
- Статистична фізика — одна з фундаментальних теорій фізики, яка використовує методи теорії ймовірностей у розв'язуванні фізичних задач.
- Статистичні фінанси[en] — область еконофізики[en], є емпіричною спробою змістити фінанси від їх нормативних коренів до позитивістської системи, використовуючи приклади зі статистичної фізики з акцентом на емерджентні або колективні властивості фінансових ринків.
- Судова статистика[en] — застосування ймовірнісних моделей та статистичних методик до наукового свідчення, ДНК-доказів та права. На противагу до «повсякденної» статистики, щоби не викликати упередженості або неправомірних висновків, судова статистика повідомляє правдоподібності як співвідношення правдоподібностей.
- Техніка забезпечення надійності[en] — вивчення здатності системи або складової виконувати потрібну від неї функцію за заданих умов протягом заданого терміну.
- Хемометрія — наука про встановлення співвідношень між вимірюваннями, здійснюваними на хімічних системах або процесах, та станами цих систем, шляхом застосування математичних або статистичних методів.
- Юриметрія[en] — застосування ймовірності та статистики до права.